# Andy Irons
Andy Irons (Oahu, 24 de julho de 1978 – Grapevine, 2 de novembro de 2010) foi um surfista profissional havaiano. Criado nos recifes do North Shore de Kauai, tornou-se três vezes campeão mundial.

## Biografia
Sendo fonte de inspiração para muitos jovens, Andy Irons e a sua família realizavam todos os anos, o Irons Brothers Pinetrees Classic, um campeonato que busca levar à comunidade tudo aquilo que Irons recebeu um dia. Seu irmão, Bruce Irons, era companheiro de competição no World Championship Tour (WCT). Após a morte de A.I., o governador do Havaí elegeu o dia 13 de fevereiro como o "Dia de Andy Irons".
O filme "Blue Horizon", realizado em 2004 e dirigido por Jack McCoy, fez um paralelo entre sua vida no WCT e a de David Rostovich, free surfer. O filme fala também de sua grande rivalidade com o unodecacampeão mundial Kelly Slater (Andy é considerado um dos poucos a surfar de igual para igual com Kelly). Surgiram algumas discussões se os fatos apresentados no filme são ou não um retrato preciso do estilo de vida de Irons.
Em 2006 venceu seu quarto título da Tríplice Coroa Havaiana, e ficou empatado com Derek Ho na lista dos maiores de todos os tempos. Irons iniciaria o campeonato de 2007 em segundo lugar, tentando obter outro título contra profissionais como Kelly Slater, Mick Fanning, Joel Parkinson, Taj Burrow, Cory Lopez e os irmãos Hobgood.
Andy Irons deixou sua esposa, Lyndie, grávida de oito meses e o bebê foi batizado de Andy Axel Irons, em homenagem ao tricampeão mundial. Logo após a morte de Andy, Mick Fanning liderou uma campanha para que a comunidade do surfe ajudasse a viúva. Ele temia que o pequeno Axel tivesse dificuldades financeiras.
A empresa que patrocinava o surfista, porém, lançou a marca Andy Irons Forever.

## Morte
Nascido em Kauai, no Havaí, no dia 24 de julho de 1978, Irons não conseguiu voltar para casa neste início de novembro de 2010. De Portugal, onde disputou uma etapa do Circuito Mundial, voou para Porto Rico, mas já não estava se sentindo bem. Andy foi aconselhado a procurar um hospital, mas como estava incapaz de disputar suas baterias, decidiu se recolher no Havaí, onde ele morava. No meio do caminho, a escala em Dallas. Hospedado num hotel, foi encontrado morto por um funcionário pouco depois das 10h de terça-feira. Há duas causas para a morte: a primeira seria uma parada cardíaca provocada por uma possível Aterosclerose (versão defendida pelo legista contratado pela família); e a secundária, overdose provocada pelo uso de cocaína, meta anfetamina em conjunto com 2 remédios usados para tratar um transtorno comportamental.

## Conquistas
2010
- Billabong Pro Tahiti (Teahupo)

2007
- Rip Curl Search (Arica, Chile)

2006
- Rip Curl Pipemasters (Pipeline, Havaí), Rip Curl Search (La Jolla, Califórnia)

2005
- Rip Curl Pro, Banzai Pipeline (Oahu, Havaí), Quiksilver Pro (South West Coast, França), Quiksilver Pro (Chiba, Japão)

2004
- Quiksilver Pro (South West Coast), Billabong Pro (Jeffreys Bay),

2003
- X Box Pipeline Masters, Banzai Pipeline (Oahu, Havaí), Quiksilver Pro (South West Coast, França), Quiksilver Pro, (Niijima Island, Japão), Quiksilver Pro (Tavarua/Namotu, Fiji), Rip Curl Pro, Bells Beach (Victoria, Austrália)

2002
- X Box Pipeline Masters, Banzai Pipeline (Oahu, Havaí), Billabong Pro, Mundaka (Euskadi, Espanha), Billabong Pro Teahupoo, (Taiarapu, Tahiti), Rip Curl Pro, Bells Beach, (Victoria, Austrália)

2000
- Billabong Pro, Trestles (Califórnia, EUA)

1998
- Op Pro, Huntington Beach (Califórnia, EUA)